# Teledifusão de Macau
Teledifusão de Macau (TDM, Télédiffusion de Macao) est la chaîne de radio-télévision desservant la région administrative spéciale de Macao. Elle a été créée le 1er janvier 1982 sous l'administration portugaise.
TDM offre ses services 24 heures de radio analogiques sous l'indicatif de Radio Macao, en portugais sur 98,0 MHz FM et aussi cantonais et mandarin sur 100,7 MHz FM. Elle offre aussi des services terrestres de télévision analogique : Canal Macau en portugais, et TDM Ou Mun (chinois : 澳視澳門台) en cantonais et en mandarin.
En août 1988, TDM est devenue une société publique d'économie mixte, après qu'il avait transféré 49,5 % de ses actions à un groupe privé. TDM est une entreprise privée à partir de septembre 2010.